# Warstwy zakopiańskie
Warstwy zakopiańskie – seria skał osadowych, okruchowych morskiego pochodzenia, głównie piaskowców, mułowców i iłowców (łupków).
Warstwy zakopiańskie występują w południowej części synklinorium podhalańskiego, w Kotlinie Zakopiańskiej i ogólniej w Rowie Podtatrzańskim. Zalegają na eoceńskich wapieniach numulitowych, z którymi łączy je stopniowe przejście.
Ich wiek oceniany jest na dolny oligocen.
Warstwy zakopiańskie reprezentują flisz łupkowy i piaskowcowo-łupkowy. Przeważają w nich łupki ilaste, często laminowane. W dolnej części spotyka się nieliczne warstwy zlepieńców i piaskowców z redeponowanymi dużymi otwornicami wieku eoceńskiego. W górnej części rośnie zawartość piaskowców, notowano też pojedyncze warstewki tufitowe.
Miąższość warstw zakopiańskich jest szacowana na ok. 1000 m.
Występujące w północnej części synklinorium podhalańskiego warstwy szaflarsko-maruszyńskie są prawdopodobnie nieco starsze od warstw zakopiańskich, które mogą odpowiadać ich górnej części.